# Eugen Wolf (Fotograf)
Eugen Wolf (* 27. Januar 1865 in Konstanz; † 14. Juni 1939 ebenda) war ein deutscher Fotograf.

## Leben
Eugen Wolf war der Sohn des Konstanzer Fotografen German Wolf und seiner zweiten Frau, Pauline geb. Herter. Wie sein älterer Stiefbruder Alfred Wolf (1863–1930) lernte er das Fotografieren von dem Vater. Nach dem etwas verfrühten Tod des Vaters 1890, führten die beiden Söhne eine kurze Zeit die von ihm hinterlassenen Atelier und Kunstverlag gemeinsam. Nachdem er seinen Bruder mit der Hilfe seiner Mutter aus dem Geschäft gedrängt hatte, führte er beides selbst weiter.
1893 erhielt er von Großherzog Friedrich I. von Baden die Erlaubnis, das Hofphotographenprädikat seines Vaters weiter zu führen, er persönlich hat im Gegensatz zu seinem Vater und seinem Bruder diesen Titel nie verliehen bekommen. Nach dem Tode seines Bruders Alfred übernahm er dessen Ausrüstung und Fotografien. Die Bilder integrierte er in seinen eigenen fotografischen Bestand. Nur die von Alfred Wolf eindeutig mit Signatur versehenen Fotografien können diesem zweifelsfrei zugeordnet werden, da die Stile der beiden sich kaum unterschieden.
Da Eugen Wolf das ganze Leben unverheiratet blieb,  hinterließ er, als er mit 74 in einem Konstanzer Altersheim starb, keine Nachkommen. Seine Aufnahmen hinterließ er der Stadt Konstanz, die sie im Stadtarchiv verwahrt. Der Nachlass besteht aus 8430 Negativ-Glasplatten und vielen Abzügen davon.

## Beschäftigungsfeld
Eugen Wolfs Schwerpunkt war die Architekturfotografie und er dokumentierte systematisch die Gebäude der Stadt Konstanz.
Bekannt sind auch seine Fotografien, die den Bau der Bodensee-Toggenburg-Bahn und der Chur-Arosa-Bahn dokumentierten. Sie zeigen den kompletten Bauablauf vom Gerüstbau bis zur Fertigstellung. Es ist davon auszugehen, dass das Auftragsarbeiten von offizieller Seite waren, da sie mit einem hohen zeitlichen und technischen Aufwand verbunden waren.
Ein weiterer Schwerpunkt seiner Arbeit waren seine Reproaufnahmen der Konstanzer Kunstsammlungen, die auch heute noch einen wertvollen dokumentarischen Schatz des Konstanzer Stadtarchivs bilden, da viele dieser Sammlungen nicht mehr in Konstanz vorhanden sind.